# Manéhouville
Manéhouville és un municipi francès situat al departament del Sena Marítim i a la regió de Normandia. L'any 2007 tenia 205 habitants.

## Demografia

### Població
El 2007 la població de fet de Manéhouville era de 205 persones. Hi havia 77 famílies de les quals 16 eren unipersonals (4 homes vivint sols i 12 dones vivint soles), 15 parelles sense fills, 27 parelles amb fills i 19 famílies monoparentals amb fills.
La població ha evolucionat segons el següent gràfic:
Habitants censats

### Habitatges
El 2007 hi havia 83 habitatges, 74 eren l'habitatge principal de la família, 6 eren segones residències i 2 estaven desocupats. Tots els 83 habitatges eren cases. Dels 74 habitatges principals, 62 estaven ocupats pels seus propietaris i 12 estaven llogats i ocupats pels llogaters; 2 tenien dues cambres, 13 en tenien tres, 26 en tenien quatre i 33 en tenien cinc o més. 52 habitatges disposaven pel capbaix d'una plaça de pàrquing. A 26 habitatges hi havia un automòbil i a 40 n'hi havia dos o més.

### Piràmide de població
La piràmide de població per edats i sexe el 2009 era:
| Homes | Edats   | Dones |
| ----- | ------- | ----- |
| 0     | 95 o +  | 0     |
| 0     | 90 a 94 | 0     |
| 0     | 85 a 89 | 0     |
| 4     | 80 a 84 | 4     |
| 0     | 75 a 79 | 0     |
| 0     | 70 a 74 | 0     |
| 4     | 65 a 69 | 0     |
| 8     | 60 a 64 | 4     |
| 12    | 55 a 59 | 12    |
| 8     | 50 a 54 | 4     |
| 0     | 45 a 49 | 16    |
| 4     | 40 a 44 | 0     |
| 8     | 35 a 39 | 4     |
| 12    | 30 a 34 | 8     |
| 12    | 25 a 29 | 8     |
| 0     | 20 a 24 | 0     |
| 4     | 15 a 19 | 0     |
| 4     | 10 a 14 | 0     |
| 0     | 5 a 9   | 8     |
| 8     | 0 a 4   | 4     |

## Economia
El 2007 la població en edat de treballar era de 120 persones, 90 eren actives i 30 eren inactives. De les 90 persones actives 83 estaven ocupades (47 homes i 36 dones) i 8 estaven aturades (4 homes i 4 dones). De les 30 persones inactives 12 estaven jubilades, 6 estaven estudiant i 12 estaven classificades com a «altres inactius».

### Ingressos
El 2009 a Manéhouville hi havia 77 unitats fiscals que integraven 216 persones, la mediana anual d'ingressos fiscals per persona era de 15.641 €.

### Activitats econòmiques
Dels 6 establiments que hi havia el 2007, 1 era d'una empresa alimentària, 2 d'empreses de fabricació d'altres productes industrials, 2 d'empreses de construcció i 1 d'una empresa de serveis.
Dels 2 establiments de servei als particulars que hi havia el 2009, 1 era un guixaire pintor i 1 fusteria.
L'únic establiment comercial que hi havia el 2009 era una carnisseria.
L'any 2000 a Manéhouville hi havia 8 explotacions agrícoles que ocupaven un total de 535 hectàrees.

## Poblacions més properes
El següent diagrama mostra les poblacions més properes.